# Ernst Grünfeld
Ernst Franz Grünfeld (původně Ernest Franz Grünfeld; * 21. listopadu 1893, Josefstadt, Vídeň – 3. dubna 1962, Ottakring, tamtéž) byl rakouský šachový velmistr. Do turnajové praxe uvedl jedno důležité zahájení, Grünfeldovu indickou obranu, která se po něm jmenuje.

## Život
Ernst Grünfeld se narodil dne 21. listopadu v roce 1893 v osmém vídeňském okrese Josefstadtu jako sedmé dítě římskokatolických rodičů, kteří oba dva do Vídně emigrovali. Otec Julius se do Vídně přestěhoval z Rakouského Slezska a matka Aloisia ze Sudet. Když mu bylo pět let, byl součástí nehody a bylo nuceno amputovat jeho levou nohu. Byl také krátkozraký, ale měl výbornou paměť.
Jeho otec a dva bratři zemřeli v důsledku první světové války. Jelikož rodina vlastnila svůj rodinný podnik, kde prodávali bronzové zboží, museli jej kvůli úmrtí zmíněných příslušníků zavřít.
Grünfeld byl ženatý a měl jednu dceru.

## Šachová kariéra
Jeho šachová kariéra se začala rodit při zápase o titul mistra světa v roce 1910, kdy se Emanuel Lasker utkal s Karlem Schlecterem. Grünfeld byl tímto zápasem tak ohromen, že již o rok později uměl hrát šachy. Poprvé na své vynikající šachové schopnosti upozornil ve vídeňských šachových klubech, tehdy mu bylo kolem devatenácti let. Během první světové války však neměl žádné příležitosti k zapojení se do mezinárodních šachových turnajů a začal se tak více věnovat korespondenčnímu šachu.
Úspěchů na turnajích dosáhl zejména mezi lety 1920 a 1936. Když se poprvé v roce 1921 zúčastnil mezinárodního turnaje, byl velkou senzací turnaje v Budapešti, jelikož skončil druhý za Alexandrem Aljechinem. V roce 1923 vyhrál ve Frankufurtu nad Mohanem před Ehrhardtem Postem a Heinrichem Wagnerem. 23. německé mistrovství DSB. V tomto roce také vyhrál turnaj v Margate, a to před Aljechinem, Bogoljubovem a Rétim. V roce 1924 skončil před Spielmannem a Rubinsteinem v Meranu na prvním místě. V roce 1933 vyhrál turnaj v Ostravě.
V letech 1927, 1931, 1933 a 1935 se s rakouským národním týmem zúčastnil šachových olympiád. Během nacistické éry se Grünfeld připojil k NSDAP. Byl opakovaně nacisty znepřátelen kvůli svému židovsky znějícímu jménu, ale na druhé straně odkazoval na svůj „árijský původ“. Psal pro časopis Schach-Echo a také účastnil se akcí pořádaných Wehrmachtem.
V prosinci 1924 dosáhl svého nejlepšího hodnocení Elo, které dosahovalo hodnoty 2715. Tímto se tak dostal na 4. místo ve světovém žebříčku. V roce 1950 získal díky svým velkým mezinárodním úspěchům titul velmistra FIDE.

## Přínos do teorie zahájení
Grünfeld přišel s mnoha poznatky o teorii šachových zahájení. On sám měl téměř encyklopedickou znalost variant zahájení.
Poté, co ve Vídni v roce 1921 prohrál s Friedrichem Sämischem a v Budapešti s Borisem Kostičem, začal se zajímat a hledat nadějnou odpověď černého na dámský gambit. Také se soustředil na indické hry. Přišel na to, že fianchetování černého královského střelce by mohlo být zkombinováno s otevřením centra šachovnice tahem c7 – c5.

## Styl hraní
Grünfeldovou hlavní výhodou byla výborná znalost zahájení. Byl znám tím, že shromažďoval všechny dostupné hry, stanovoval varianty zahájení a používal svůj vlastní systém hodnocení. Pro každý turnaj si vytvořil kapesní reprertoár, který byl znám jako „pouzdro na varianty“.